# Ignasi Giménez Renom
Ignasi Giménez Renom (Castellar del Vallés, España, 29 de octubre de 1979) es un político español, actual alcalde del municipio de Castellar del Vallés desde 2007.

## Biografía
Licenciado en filosofía por la Universidad Autónoma de Barcelona trabajó como periodista en Radio Barcelona y en el Ayuntamiento de Badia del Vallès. Unas semanas después del asesinato de Ernest Lluch, Ignasi Giménez se afilia al PSC y en las elecciones municipales de 2003 se convierte en regidor del consistorio de Castellar del Vallés por el grupo municipal socialista. A finales de octubre de 2004 es elegido primer secretario de la Agrupación local y en 2005, candidato a la alcaldía en las elecciones municipales de 2007 con el apoyo de la plataforma política «Castellar en positiu». El 27 de mayo de 2007, el PSC-PM se convierte en la fuerza más votada con un 41,25 % de los votos y 10 regidores, entre los que destaca el exdiputado al Parlamento de Cataluña José Eduardo González Navas. El 16 de junio de 2007, Giménez se convierte en el sexto alcalde de Castellar del Vallés desde la reinstauración de la democracia en España.
En las elecciones municipales de 2011, Giménez vuelve a ganar con el 50,14 % de los votos y 13 regidores, convirtiéndose en el candidato que más apoyo ha alcanzado en unas elecciones en Castellar del Vallès.